# Гонка Нью-Йорк — Париж 1908 года

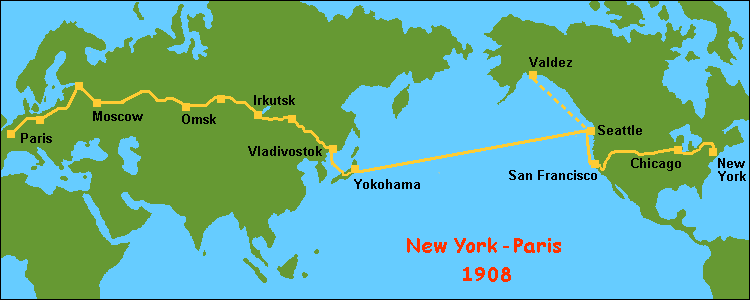
Карта маршрута гонки

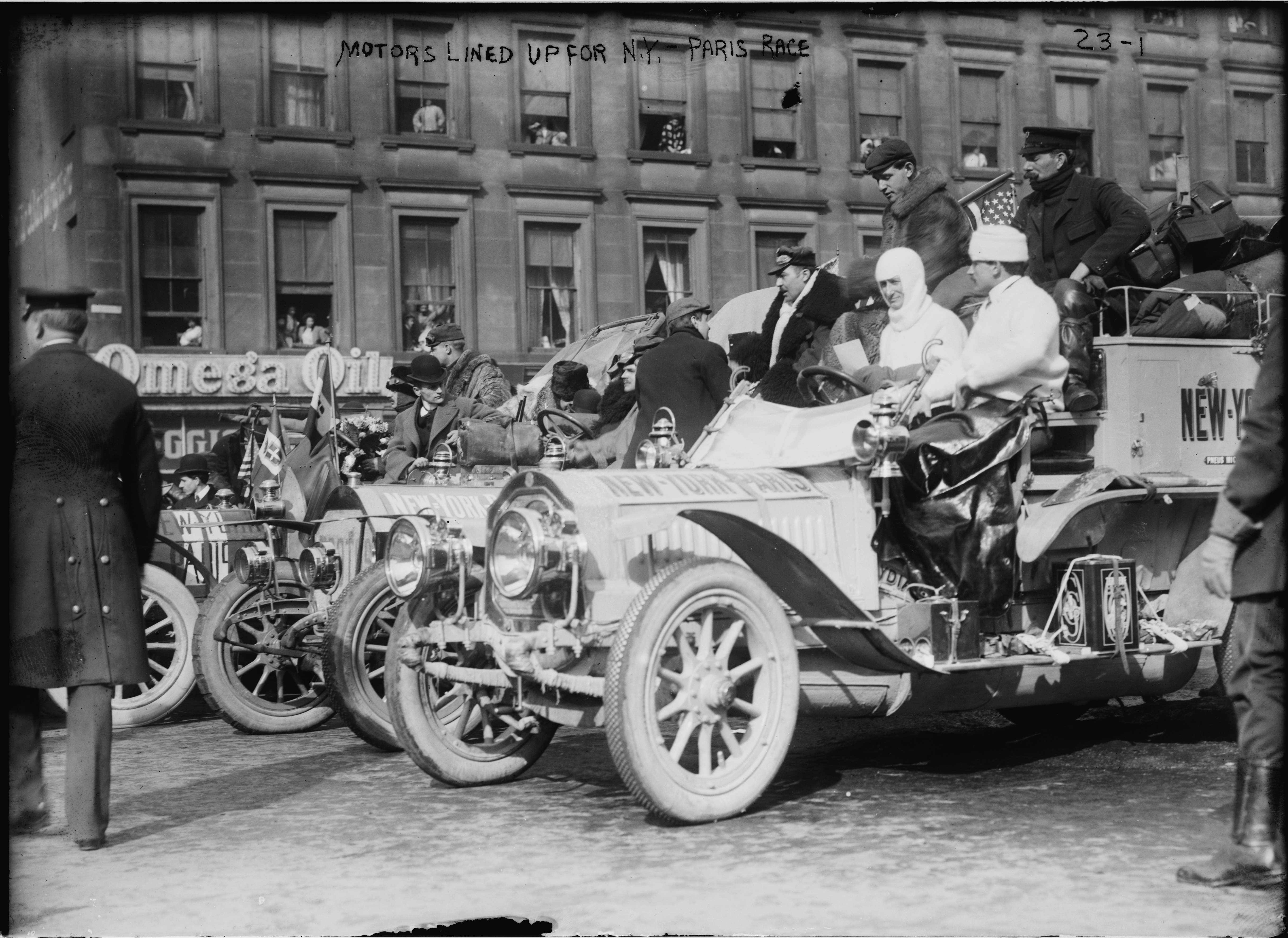
Автомобили на стартовой линии

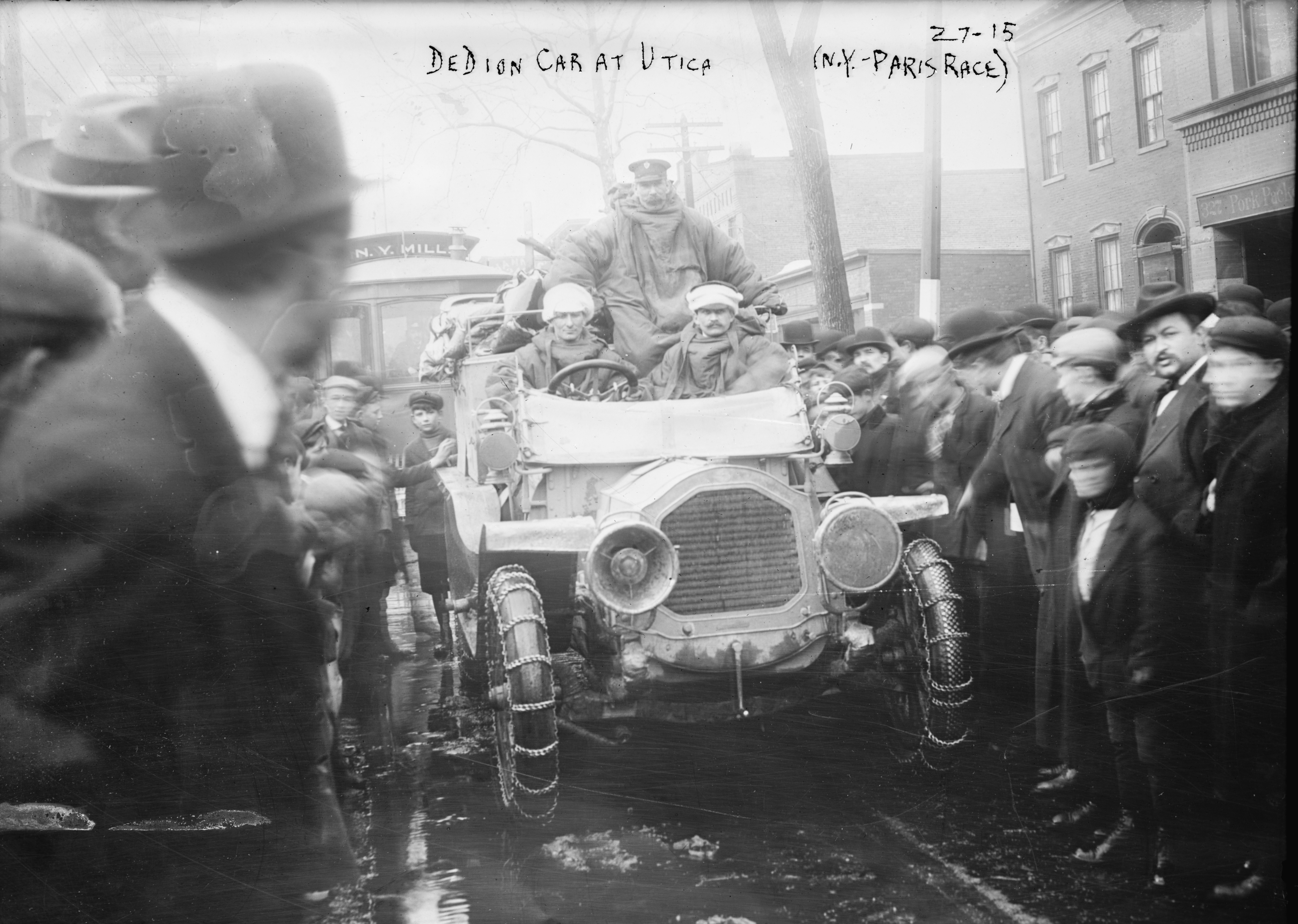
De Dion в Ютике

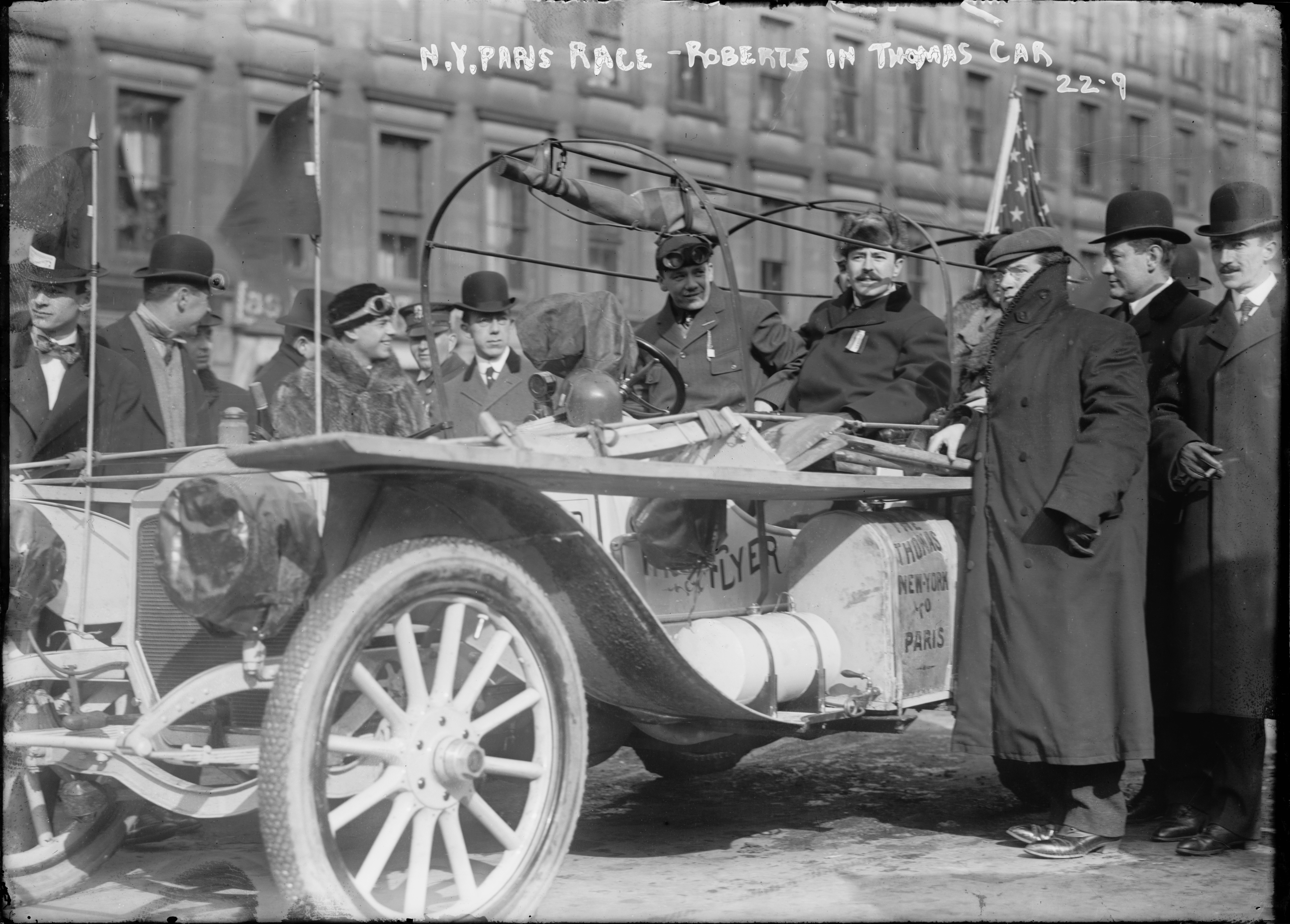
Победители гонки

Гонка Нью-Йорк—Париж (англ. 1908 New York to Paris Race) — это трансконтинентальный заезд, состоявшийся на заре развития автомобильных технологий и дорожной инфраструктуры в 1908 году. В гонке участвовали шесть автомобилей, но только три из них смогли дойти до финиша. Победителем стала команда США на автомобиле Thomas Flyer, построенном в 1907 году.
Одним из первых крупных автомобильных заездов стала гонка из Пекина в Париж в 1907 году. В следующем, 1908 году, для новой гонки был проложен следующий первоначальный маршрут: из Нью-Йорка в Чикаго, затем через территорию США и Канады планировалось пересечь на кораблях Берингов пролив и уже через территорию Сибири продолжать движение в сторону Парижа. В то время автомобили считались «самой хрупкой и капризной вещью на Земле».

## Ход заезда
Заезд начался 12 февраля 1908 года в 11:15 часов утра. Шесть машин, экипажи которых представляли четыре страны — Германию, Францию, Италию и США, стартовали с линии на Таймс-сквер в Нью-Йорке. Германская команда стартовала на автомобиле Protos, итальянская — на Züst, французская — на De Dion-Bouton, Motobloc и Sizaire-Naudin, и наконец, американская — на Thomas Flyer. Командам предстоял тяжёлый путь — в то время было очень мало дорог с твёрдым покрытием, а в некоторых частях света их не было вообще, поэтому очень часто приходилось использовать для движения железнодорожные линии.
Американский Thomas Flyer достиг Сан-Франциско за 41 день, 8 часов и 15 минут, впервые совершив зимний переход территории Соединённых Штатов с помощью автомобиля.
Затем машина была доставлена в Валдиз на Аляске. Из-за суровых климатических условий пришлось отказаться от пересечения Берингова пролива. Согласно изменённому маршруту гонки, автомобили были перевезены на корабле через Тихий океан в Японию, а оттуда — во Владивосток.
В китайской Маньчжурии и российской Сибири автомобили столкнулись с весенней оттепелью и бесконечными трясинами, на некоторых участках скорость движения измерялась в футах в час. В итоге Thomas Flyer прибыл в Париж 30 июля 1908 года. Германская команда прибыла четырьмя днями ранее, но была оштрафована на 15 дней за использование поезда для транспортировки машины, поэтому победа досталась американцам во главе с водителем Джорджем Шустером. Итальянская команда прибыла в сентябре 1908 года, французские команды так и не смогли дойти до финиша.
Гонка освещалась газетами New York Times и французской Le Matin, являвшимися учредителями гонок. Заезд доказал надёжность автомобилей, которые очень скоро перестанут быть роскошью, доступной только очень богатым людям и превратятся в доступное средство передвижения.

## Фильмы
- Сюжет комедийного фильма 1965 года «Большие гонки» (англ. The Great Race) во многом основывается на заезде Нью-Йорк—Париж 1908 года.
- В 2008 году снят документальный фильм «The Greatest Auto Race on Earth».
- Гонке также посвящён документальный фильм Вольфганга Эттлиха «Hat der Motor eine Seele? 1908 im Auto um die Welt» 2008 года.